# Тржище (Рогашка Слатина)
Тржище (словен. Tržišče) — поселення в общині Рогашка Слатина, Савинський регіон, Словенія. Висота над рівнем моря: 227,3 м.